# Hamada Shōji

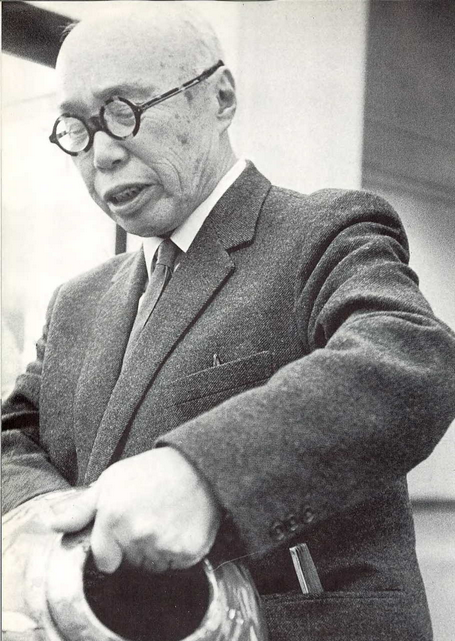
Hamada Shōji

Hamada Shōji (japanisch 浜田 庄司, Kyūjitai: 濱田 庄司; * 9. Dezember 1894 in Takatsu (heute: Kawasaki), Präfektur Kanagawa; † 5. Januar 1978 in Mashiko, Präfektur Tochigi) war ein japanischer Töpfer und Kunstkeramiker. Er wurde 1955 als Lebender Nationalschatz für das Wichtige immaterielle Kulturgut „Kunstkeramik“ deklariert und mit dem kaiserlichen Kulturorden ausgezeichnet.

## Leben und Wirken
Shōji Hamada wurde 1894 in Takatsu geboren. Er studierte Keramik an der Technischen Hochschule Tokio bei Hazan Itaya (1872–1963) und schloss sein Studium 1916 ab. Danach arbeitete er mit dem Keramiker Kawai Kanjirō, der zwei Lehrjahre über ihm war, im Keramiklabor der Präfektur Kyōto. In dieser Zeit befasste er sich vornehmlich mit Glasuren. Durch Yanagi Sōetsu, den Begründer der Volkskunstbewegung (民藝運動, mingei undō), lernte er den englischen Keramiker Bernard Leach kennen, dem er 1920 nach England folgte und mit dem er in St Ives in Cornwall einen Brennofen baute. 1923 eröffnete Shōji eine Einzelausstellung in London, die ein großer Erfolg wurde. Nach seiner Rückkehr aus England 1924 ging er zunächst nach Okinawa, um seine Kenntnisse u. a. am Brennofen Tsuboya zu vertiefen. Ab 1930 ließ er sich in Mashiko nieder, um Keramik zu produzieren. Hamada bildete viele Schüler aus, darunter etwa Shimaoka Tatsuzō, und er machte seine Wahlheimat Mashiko durch seine Arbeit zu einer bedeutsamen Keramikstätte in Japan.
Shōji Hamada wurde am 15. Februar 1955 zum Lebenden Nationalschatz ernannt. 1964 wurde er mit der Ehrenmedaille am violetten Band, 1968 als Person mit besonderen kulturellen Verdiensten geehrt und im selben Jahr auch mit dem Kulturorden ausgezeichnet. Nach dem Tod von Yanagi Sōetsu 1961 übernahm er die Leitung des Museums für japanische Volkskunst (日本民藝館). Er starb 1978 im Alter von 83 Jahren in Mashiko.
Hamadas Arbeiten sind vor allem im Ōhara-Kunstmuseum und im Museum für japanische Volkskunst in Tokio zu sehen.